# Strefa płatnego parkowania
Strefa płatnego parkowania – obszar miasta lub gminy w Polsce, w którym ze względu na deficyt miejsc postojowych wprowadzono obowiązek płacenia za parkowanie. Przepisy związane z SPP reguluje ustawa o drogach publicznych.

## Cele i efekty
Strefę płatnego parkowania ustala się na obszarach charakteryzujących się znacznym deficytem miejsc postojowych, jeżeli uzasadniają to potrzeby organizacji ruchu, w celu zwiększenia rotacji parkujących samochodów lub realizacji lokalnej polityki transportowej, w szczególności w celu ograniczenia dostępności danego obszaru dla samochodów lub wprowadzenia preferencji dla komunikacji zbiorowej.
W 2015 roku w Krakowie przeprowadzono analizę wpływu rozszerzenia SPP na zachowanie kierowców, stwierdzono w niej, że wprowadzenie SPP na obszarze Starych Dębnik poskutkowało redukcją popytu na miejsca postojowe w omawianym rejonie oraz uporządkowało parkowanie, co poskutkowało możliwością szybszego znajdowania wolnego miejsca parkingowego oraz znajdowania miejsca parkingowego bliżej miejsca docelowego.

## Rodzaje
Zgodnie z ustawą o drogach publicznych przewiduje się dwa rodzaje stref:
1. Strefę płatnego parkowania, w której opłaty można pobierać wyłącznie w dni robocze,
2. Śródmiejską strefę płatnego parkowania, którą wyznaczyć można wyłącznie w miastach o liczbie ludności powyżej 100 000 mieszkańców, ale opłaty można pobierać również w dni wolne[1].

## Opłaty
Ustalenie wysokości opłat należy do kompetencji rady miasta lub gminy i muszą one być zgodne z zasadami wynikającymi z ustawy o drogach publicznych:
1. Wysokość opłaty za pierwszą godzinę parkowania nie może być wyższa niż:
  - 0,15% minimalnego wynagrodzenia dla strefy płatnego parkowania,
  - 0,45% minimalnego wynagrodzenia dla śródmiejskiej strefy płatnego parkowania.
2. Stawki opłat mogą być uzależnione od miejsca postoju (czyli strefa może być podzielona na podstrefy z różnymi opłatami).
3. Rada miasta lub gminy może wprowadzić opłaty abonamentowe, zryczałtowane oraz zerową stawkę dla wybranych grup użytkowników.
4. Stawki za pierwsze trzy godziny postoju muszą być progresywne, a maksymalna progresja może wynieść 20%.
5. Stawka za czwartą i kolejne godziny postoju nie może być wyższa niż za pierwszą godzinę[1].

Sposób wnoszenia opłat również należy do kompetencji rady miasta lub gminy. Radni najczęściej wybierają tak zwane parkomaty, w niektórych przypadkach można jeszcze spotkać bilety parkingowe sprzedawane w kioskach lub wnoszenie opłaty za pośrednictwem inkasenta. Jednocześnie powstaje coraz więcej aplikacji mobilnych umożliwiających wnoszenie opłat za parkowanie.

## Oznakowanie
Strefę płatnego parkowania na wjazdach oznacza się znakami D-44 – „Strefa parkowania”, a na wyjazdach znakami D-45 – „Koniec strefy parkowania”. Dodatkowo same miejsca postojowe oznacza się znakami pionowymi i poziomymi. Zgodnie z wyrokiem Naczelnego Sądu Administracyjnego z 2017 roku obowiązek płacenia dotyczy jedynie miejsc, które są tak oznakowane.

## Opinie
Strefy płatnego parkowania spotykają się z różnymi reakcjami społeczeństwa. Cześć organizacji społecznych popiera SPP argumentując, że przyczyniają się do większej rotacji miejsc parkingowych co ułatwia znalezienie miejsca parkingowego, zmniejszają ruch samochodowy w strefie, a tym samym redukują smog i hałas oraz zwiększają płynność ruchu. Jednocześnie powstają organizacje żądające ograniczenia lub likwidacji stref jak np. "Nowa Bydgoszcz". Przeciwnicy stref protestują także na portalach społecznościowych. Część przedsiębiorców zwraca uwagę, że często ograniczają one lub zabierają zyski – ich zdaniem klienci coraz częściej wybierają centra handlowe z bezpłatnym parkingiem zamiast kupować na znanych ulicach z płatnym parkingiem.
W 2015 roku po wprowadzeniu SPP na obszarze Starych Dębnik w Krakowie przeprowadzono badania ankietowe odnośnie do wprowadzenia SPP. 69% mieszkańców nowej strefy uznało wprowadzenie strefy za zasadne, 45% ankietowanych stwierdziło iż sami są głównymi beneficjentami zmian, a 40% wskazywało, że beneficjentem jest Urząd Miasta. W podobnej ankiecie przeprowadzonej wśród kierowców niemieszkających na terenie strefy 54% ankietowanych było przeciwnych wprowadzeniu SPP, a jako głównego beneficjenta wskazano Urząd Miasta (57%).